# Ohio River Museum
L' Ohio River Museum est un musée maritime qui interprète l'histoire de la rivière Ohio. Le musée est situé sur la rivière Muskingum, près de sa confluence avec la rivière Ohio, à Marietta dans l'Ohio. Le musée a célébré son 75e anniversaire en 2016. Le musée est situé à un pâté de maisons du Campus Martius Museum (en).
Parmi la collection du musée se trouve le W. P. Snyder Jr. le dernier pousseur à vapeur à roue arrière sur la rivière.
La plus ancienne timonerie restante provient du bateau à vapeur TELL CITY. Le bateau à vapeur a été construit en 1889 et utilisé pour transporter des passagers et des marchandises sur la rivière Ohio. Il avait été nommé d'après la ville de Tell City, dans l'Indiana, sur les rives de la rivière Ohio. Il a coulé le 6 avril 1917 à Little Hocking. La timonerie a survécu au naufrage et est exposé à l'extérieur du musée.

## Galerie
|                 |
| W.P. Snyder Jr. |

|                    |
| Plaque informative |